# 1576
Відродження •  Реформація •  Доба великих географічних відкриттів •  Ганза •  Річ Посполита •  Нідерландська революція •  Релігійні війни у Франції

## Геополітична ситуація
Османську державу очолює Мурад III (до 1595). Імператором Священної Римської імперії є Рудольф II (до 1612). У Франції королює Генріх III Валуа (до 1589).
Апеннінський півострів за винятком Папської області та Венеційської республіки належить Священній Римській імперії.
Королем Іспанії та правителем Нижніх земель є Філіп II Розсудливий (до 1598). В Португалії королює Себастьян I Бажаний (до 1578). Королевою Англії є Єлизавета I (до 1603). Король Данії та Норвегії — Фредерік II (до 1588). Король Швеції — Юхан III (до 1592). Королем Богемії та Угорщини є Рудольф II (до 1608).
Королями Речі Посполитої, якій належать українські землі, є Стефан Баторій та Анна Ягеллонка.
У Московії править Іван IV Грозний (до 1584). Існують Кримське ханство, Ногайська орда. Єгиптом володіють турки. Шахом Ірану є сефевід Ісмаїл II.
У Китаї править династія Мін. Значними державами Індостану є Імперія Великих Моголів, Біджапурський султанат, Віджаянагара. В Японії триває період Адзуті-Момояма.
Триває підкорення Америки європейцями. На завойованих землях існують віцекоролівства Нова Іспанія та Нова Кастилія. Португальці освоюють Бразилію.

## Події

### В Україні
- Засновано Острозьку школу — перший навчальний заклад університетського рівня на території України.
- Вперше згадані в письмових джерелах Золотоноша, Велятин, Красилівка (Тисменицький район).

### У світі

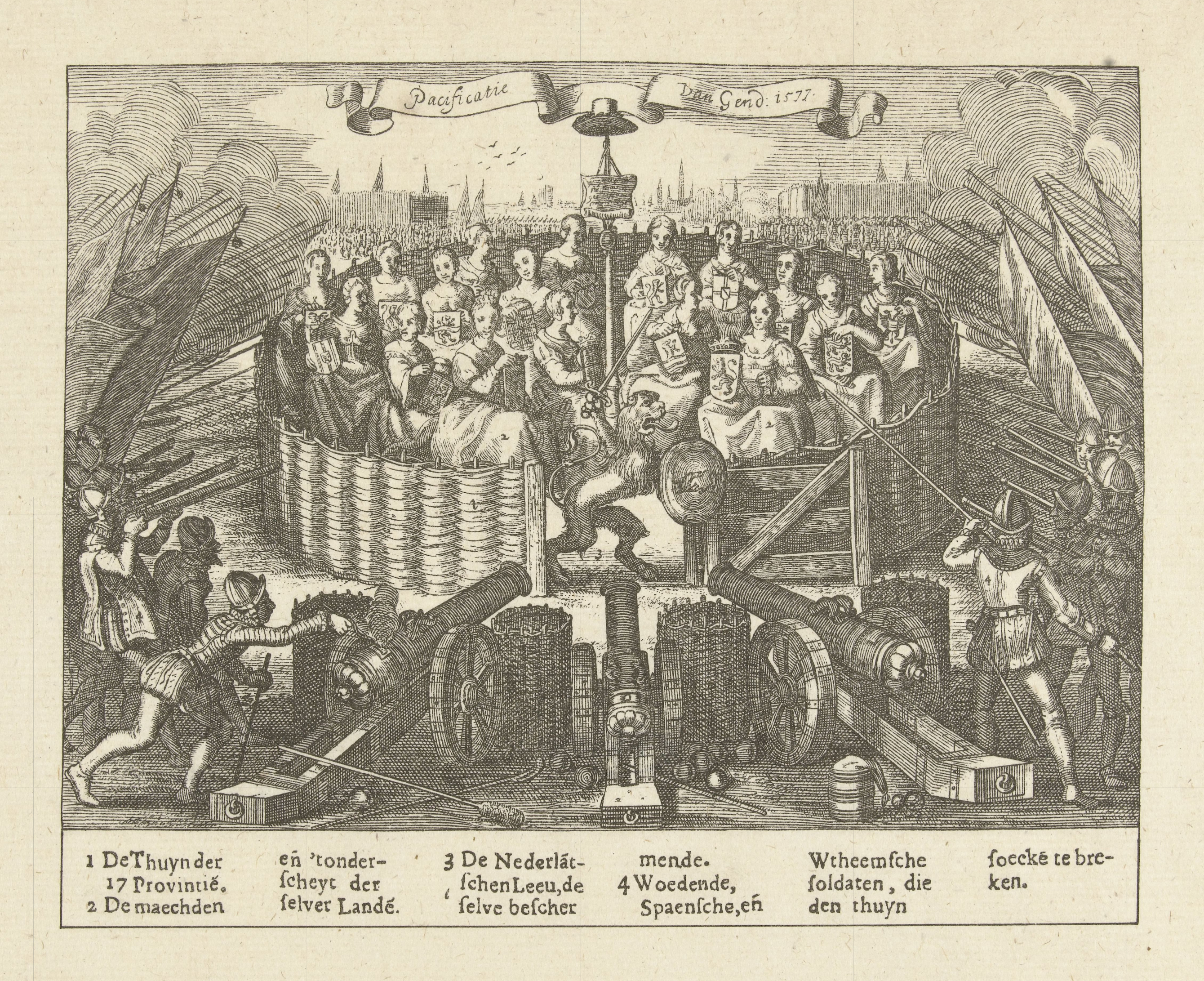
Алегорія Гентського замирення

- Іван IV Грозний повернувся на трон Московського царства, припинивши комедію зі своїм зреченням.
- Імператором Священної Римської імперії став Рудольф II.
- Релігійні війни у Франції:
  - П'ята гугенотська війна завершилася підписанням 5 травня у Банльє едикту, що надавав гугенотам релігійні свободи, але в грудні Генеральні штати в Блуа відкинули едикт, і розпочалася шоста гугенотська війна.
  - Утворилася Католицька ліга, на чолі якої став Генріх I де Гіз.
- Нідерландська революція:
  - 4 листопада відбулося розграбування Антверпена іспанськими вояками, яким затримали платню. Ця подія увійшла в історію як Іспанська лють.
  - 8 листопада повсталі північні провінції Нідерландів, очолювані принцом Вільгельмом I Оранським, підписали з південнонідерландськими провінціями, що залишались під владою Іспанії, Гентське замирення.
- Джеймс Бербедж[en] збудував перший постійний театр у Лондоні, чим зробив місто центром театральної діяльності Англії.
- Мартін Фробішер бачив береги Гренландії.
- Новою Іспанією прокотилася епідемія коколіцтлі (природу захворювання не ідентифіковано), що забрала мільйони життів.

## Народились
Докладніше: Народилися 1576 року

## Померли
Докладніше: Померли 1576 року
- 27 серпня — Помер Тіціан, італійський художник венеційської школи Відродження.
- При облозі Аслам-Кермена загинув Богдан Ружинський.